# R.E.B.E.L.S.
R.E.B.E.L.S. ist der Titel einer Comicserie die der US-amerikanische Verlag DC-Comics zwischen 1994 und 1996 herausgab.
Der Schöpfer von R.E.B.E.L.S., einer Spin-off-Serie der ab 1989 erschienenen Serie L.E.G.I.O.N., war der Autor Tom Peyer. Die Serie war im Bereich Science-Fiction/Fantasy angesiedelt und handelte von den Erlebnissen einer Gruppe von ehemaligen Angehörigen einer intergalaktischen Polizeitruppe – der sogenannten L.E.G.I.O.N. – die infolge falscher Anschuldigungen, von ihren ehemaligen Kollegen verfolgt, als „Weltraumflüchtlinge“ durch den Kosmos reisen. Die erste Ausgabe von R.E.B.E.L.S. erschien im Oktober 1994, die letzte Ausgabe im März 1996. Insgesamt erreichte die Serie siebzehn Ausgaben: Die Ausgaben #1 bis #16 sowie die Sondernummer #0. Eine Besonderheit bei der Nummerierung der Hefte war, dass die Titelzüge auf den Covern jeder R.E.B.E.L.S.-Ausgabe mit einem Jahreszusatz versehen waren (also R.E.B.E.L.S.'94/ R.E.B.E.L.S.'95/ R.E.B.E.L.S.'96). Während Peyer ausnahmslos alle Ausgaben der Serie verfasste, wirkten an der Serie die Zeichner Arnie Jorgensen und Derec Aucion mit.

## Handlung und Hauptfiguren
Die Serie setzt – anknüpfend an L.E.G.I.O.N. #70, der letzten Ausgabe der L.E.G.I.O.N.-Serie – mit der Flucht der nunmehr als R.E.B.E.L.S. bezeichneten Gruppe um den gestürzten L.E.G.I.O.N.-Anführer Vril Dox aus dem Hauptquartier der L.E.G.I.O.N. ein.
Gemeinsam mit Dox fliehen dessen Teamgefährten Stealth, Lobo, Borb Borbb, Strata und Giotto, sowie ein nur als „Telepath“ bezeichnetes, mit telepathischen Talenten begabtes Wesen. Verfolgt wird diese Gruppe von ihren ehemaligen L.E.G.I.O.N.-Kollegen an deren Spitze Dox’ intriganter – obwohl noch im Säuglingsalter stehender – und hochbegabter Sohn steht, der der Urheber der Kabale gegen Dox und seine Verbündeten ist.
Im Laufe der Serie treffen die R.E.B.E.L.S. nicht nur mehrfach mit den Häschern von Dox Jr. zusammen, sondern muss sich auch mit einer kriminellen Sekte, dem Blood Circle um seinen Führer John Sin, Stratas Exehemann Garv und anderen Gefahren herumschlagen. Zur Hilfe kommen ihnen dabei gelegentlich Weltraumhelden wie der Abenteurer Captain Comet oder der Superheld Green Lantern.